# Luleå Rebels
Luleå Rebels HC, var en ishockeyförening i Luleå som grundades 2006. Säsongen 2005/2006 gick klubben upp från Division 2 till den tredje högsta serien, Division 1, genom att man övertog den plats som Sunderby SK hade. Laget hade inga större framgångar säsongen 2006/2007 i Division 1A; de placerade sig sist i tabellen med bara några få poäng. Säsongen 2007/2008 spelade Rebels i division 2 och startade om med i stort sett ett helt nytt lag. Detta gav resultat då Rebels återvände till Division 1 inför säsongen 2010/2011. Som ett led i sin satsning på spelarutveckling slog Rebels ihop sitt J20-lag med Brooklyn Tigers J20-lag.
Den 4 oktober 2011 lämnade Luleå Rebels in en konkursansökan till Luleå tingsrätt. Konkursen verkställdes inom två veckor av tingsrätten och klubben lade ner verksamheten. Rebels drog sig ur Division 1 och alla matcher klubben hade spelat säsongen 2011/2012 ogiltigförklarades. Klubben ersattes dock med en annan nystartad, HC Luleå.